# Sébastien Bailly
Pour les articles homonymes, voir Sébastien Bailly (réalisateur) et Bailly.
Sébastien Bailly, né à Boulogne-Billancourt le 30 mars 1968, est un auteur et journaliste français.

## Biographie
Journaliste pendant douze ans d'abord dans la presse informatique, puis pigiste notamment à Libération et Télérama. Il a notamment créé le premier magazine d'informatique pour les jeunes en 1995, PC Junior. Il se spécialise dans l'écriture en ligne au début des années 2000. Il a été responsable de la communication à la marie de Canteleu (Seine-Maritime) entre 2004 et 2005 et dirigé une agence de communication rédactionnelle entre 2000 et 2004.
De 2005 à 2008, il anime le site d'information grand-rouen.com, avant d'être recruté par Paris-Normandie où il est responsable de la stratégie Internet pendant près trois ans.
En octobre 2011, Sébastien Bailly relance le site internet d'information locale Grand-Rouen.com. Il le dirige jusqu'en janvier 2014.
Depuis 2014, il se consacre également à l'écriture de romans.
Il reçoit en 2024 le prix Première pour son premier roman, Parfois l’homme.

## Prix
- 2024 : Prix Première[3]

## Publications

### roman
- Parfois l'homme, Le Tripode, 8 février 2024, 192 p. (ISBN 978-2-3705-5388-1)

### récit
- Les Miraculées, Éditions des Falaises, 24 mai 2016, 80 p. (ISBN 978-2-8481-1294-7)

### auto-édition
- Eno, la chasse aux rastacs, Amazon, 12 novembre 2014, 138 p. (ISBN 979-1-0944-3401-7)
- Mum Poher, Librinova, 3 septembre 2019, 188 p. (ISBN 979-1-0262-3688-7)

### Divers
- Encyclopédie Marabout du multimédia (Marabout, 1995)
- Bien écrire pour le Web (Eyrolles, 2003)
- Jouez avec les mots (Eyrolles, 2003)
- Le Meilleur des jeux de mots (Mille et une nuits, 2006)
- Le Meilleur de l'absurde (Mille et une nuits, 2007)
- Le Meilleur de l'humour noir (Mille et une nuits, 2008)
- Le Meilleur de l'amour. Humour toujours (Mille et une nuits, 2009)
- Le Meilleur de la bêtise (Mille et une nuits, 2010).
- Les Zeugmes au plat (Mille et une nuits, 2011).
- Le Meilleur de la méchanceté (Mille et une nuits, 2011).
- Le Meilleur des vannes  (Mille et une nuits, 2014).
- Les mots pour le rire (Mille et une nuits, 2015)
- Ma différence est ma force, avec Romain Brifault (City Editions, 2018)
- Maîtriser les techniques rédactionnelles (Dunod, 2020)